# Sally (песня Hardwell)
«Sally» — песня голландского диджея Hardwell при участии британского певца Harrison. Это пятый сингл дебютного студийного альбома Hardwell United We Are.

## Предыстория
Говоря о термине «Sally», Hardwell сказал: «Sally — термин в рок-индустрии, который (был) использован Beatles и Эриком Клэптоном». Песня была создана, когда он объявил о своих намерениях создать кроссовер между EDM и роком

## Чарты
| Чарт (2015)                                | Высшая позиция |
| ------------------------------------------ | -------------- |
| Австрия (Ö3 Austria Top 40)                | 33             |
| Бельгия/Фландрия (Ultratip Bubbling Under) | 36             |
| Германия (GfK)                             | 60             |
| Нидерланды (Single Top 100)                | 56             |